# Unjha
Unjha ist eine Stadt im indischen Bundesstaat Gujarat.
Die Stadt ist der Teil des Distrikt Mehsana. Unjha hat den Status einer Municipality. Die Stadt ist in 12 Wards gegliedert.

## Demografie
Die Einwohnerzahl der Stadt liegt laut der Volkszählung von 2011 bei 57.108. Unjha hat ein Geschlechterverhältnis von 919 Frauen pro 1000 Männer und damit einen für Indien üblichen Männerüberschuss. Die Alphabetisierungsrate lag bei 90,8 % im Jahr 2011. Knapp 98 % der Bevölkerung sind Hindus, ca. 2 % sind Jainas und weniger als 1 % gehören einer anderen oder keiner Religion an. 9,9 % der Bevölkerung sind Kinder unter 6 Jahren.

## Wirtschaft
Unjha ist bekannt als der größte Markt für Gewürze und Kreuzkümmel in Asien und einer der größten regulierten Märkte in ganz Indien. Auf dem Markt von Unjha kommen Bauern und Händler aus Bundesstaaten wie Rajasthan, Gujarat um Gewürze zu handeln und zu verkaufen.